# Combat de Saint-Aubin-des-Ormeaux
La batalla de Saint-Aubin-des-Ormeaux va tenir lloc el 7 de juny de 1832 durant la Cinquena Guerra de la Vendée.

## Procés
El 6 de juny de 1832, Jean-Félix Clabat du Chillou, segon al comandament del 2n cos de l'Exèrcit Catòlic i Reial, va ordenar un aplec al bosc d'Angenaudières, prop de la ciutat de La Gaubretière. El comandant en cap d'aquest 2n cos, Auguste de La Rochejaquelein, es trobava aleshores als Països Baixos per comprar armes. Tanmateix, es va fer una proclama al seu nom i la seva dona, Félicie de Durfort, comtessa de Rochejaquelein, vestida d'home, es va encarregar d'arengar les tropes. Du Chillou va marxar a Beaurepaire, després a Saint-Aubin-des-Ormeaux on les banderes tricolors van ser substituïdes per banderes blanques. Tanmateix, du Chillou dubta de l'èxit de la insurrecció i pretén evitar el combat amb els orleanistes. Informada d'aquests moviments, la guàrdia nacional de Cholet va formar una columna mòbil i va anar a trobar-se amb els insurgents legitimistes.

## Forces presents
Segons Émile Gabory, du Chillou només comandava 220 homes, només la meitat dels quals estaven armats amb rifles. Els orleanistes eren 125 homes forts, entre ells 65 guàrdies nacionals de Cholet i 60 soldats del 29è regiment d'infanteria, comandats pel capità Torcheboeuf i el capità Charles Cesbron-Lavau.

## Procés
El 7 juny, després de passar per La Verrie i La Gaubretière, els orleanistes van atacar els legitimistes a Saint-Aubin-des-Ormeaux. La lluita va començar a la granja de La Rouillère, entre la població de Saint-Aubin-des-Ormeaux i la de Saint-Martin-des-Tilleuls.
Avisats de l'arribada dels orleanistes, els vendéans no es van sorprendre i van ocupar una posició avantatjosa, atrinxerats darrere de munts de fagots i bardisses. Després d'una hora de tiroteig, els orleanistes es van retirar i van retrocedir sobre Mortagne sense ser perseguits. Després tornen a Cholet.
Tanmateix, la victòria va ser de curta durada per als insurgents. Aquest últim es va traslladar després a La Gaubretière i La Verrie, on du Chillou va saber que la insurrecció havia fracassat en gairebé tots els altres punts. Aleshores dispersa la seva tropa.

## Pèrdues
Els revoltats van deixar tres morts: camperols anomenats Diot, Loiseau i Lucas. Els orleanistes van comptar de vuit a deu morts i van deixar tres presoners que posteriorment van ser alliberats.